# وينغيت آند فينشلي
وينغيت آند فينشلي (بالإنجليزية: .Wingate & Finchley F.C)‏ هو نادٍ إنجليزي لكرة القدم مقره في فينشلي في منطقة بارنت بلندن.